# Biblioteka Dzieduszyckich
Biblioteka Dzieduszyckich – nieistniejąca biblioteka rodowa w Poturzycy w województwie lwowskim, założona w XIX w. przez Józefa Dzieduszyckiego, gromadziła druki i rękopisy odnoszące się do historii Polski.
Zbiory tej biblioteki obejmowały ponad 50 tys. książek, przeważnie z działów historii i literatury polskiej.
Pierwotnie mieściła się ona w Poturzycy pod Sokalem, głównej siedziby rodowej Dzieduszyckich. Do Lwowa została przewieziona w 1847 roku przez syna założyciela, Włodzimierza Dzieduszyckiego. Od tego czasu siedzibą biblioteki były specjalnie przystosowane do tego celu sale oficynowe lwowskiej rezydencji Dzieduszyckich przy ul. Kurkowej 17, u stóp Wysokiego Zamku.
Znajdowały się w niej książki drukowane w Polsce, począwszy od 1473 roku (w tym unikaty Ecclesiastes), wiele inkunabułów i rzadkości bibliograficznych. W dziale rękopiśmiennym znajdowały się listy królów polskich, Jana Długosza, cara Piotra I, dziennik podróży kanclerza Osieckiego, archiwum rodzinne rodziny 
Dzieduszyckich, zielniki Spiczyńskiego z XVII w., zaś wśród autografów kopia Króla Ducha Juliusza Słowackiego, która razem z częścią zbiorow ewakuowanych w 1939 roku do Biblioteki Ossolińskich wróciła do Polski w 1945 roku.
W skład tej biblioteki wchodziły także zbiory obrazów pędzla przyjaciół rodziny Dzieduszyckich: Juliusza Kossaka, Franciszka Tepy, a przede wszystkim arcydzieła Artura Grottgera (cykl Warszawa). Zbiory te liczyły około 300 obrazów.
Najcenniejsze zbiory tej biblioteki zostały w końcowej fazie okupacji niemieckiej Lwowa ewakuowane przez prof. Mieczysława Gębarowicza w 1944 roku do Krakowa i po wojnie zasiliły zbiory Biblioteki Narodowej.